# باب الآغا
باب الآغا محلة تقع في الجانب الشرقي من بغداد. وباب: كناية عن المقر الرسمي لإقامة آغا بغداد فيه ومباشرة أعماله منه. كانت تسمى محلة سوق باب الآغا، ثم اختصرت إلى محلة باب الأغا في العهود المتأخرة ابان حكم الدولة العثمانية للعراق.

## التسمية
نسبت باب الآغا إلى مقر آغا الإنكشارية ببغداد وأسمه (ينجري آغاسي عبد الله آغازاده)، ويعرف بـ ( آغا بغداد ) أو ( الآغا ) مطلقاً، وكانت ثكنته تعرف بقشلة البلوك الثاني والخمسين، والتي تقع في محلة ( خرطوم الفيل ) وهي في أرض ساحة الرصافي اليوم وسميت بساحة الرصافي لوجود نصب فيها للشاعر معروف الرصافي ، والباب كناية عن دائرته الرسمية، أو مقره وثمة مقران في هذه المحلة لأهميتها، احدهما مخصص للبلوك الرابع والثلاثين، ويقع في بداية سوق الشورجة الحالي، عند الحمام الشهير المعروف بإسم (بنجة علي) قرب نفق العبور من سوق البزازين إلى الشورجة، مقابل جامع مرجان ، والآخر في باب خان التمر، قرب قهوة المصبغة القديمة في مدخل شارع النهر حالياً .

## باب الآغا
ان باب الأغا آنذاك تبدأ حدوده من جنوب محلة الحيدرخانة المعروف وقتها بسوق باب الأغا العتيق، وموضعه اليوم يمتد من سوق الأمانة إلى المحلة التي عرفت بالعاقولية نسبة إلى جامع العاقولي، و كان هذا السوق مشهوراً ببيع الخضار والفواكه، وهو الذي أشتهر في التاريخ بخبزه الفاخر حتى ضرب به المثل البغدادي القائل«مثل خبز باب الأغا حار ومكسب ورخيص» وذلك لرخصه وجودته لكونه محمص (مگسب). اما باب الأغا الجديد، وهي المعروفة اليوم بباب الأغا مطلقاً، والمحصورة بين ساحة الرصافي والشورجة، حيث فقد سوق باب الأغا العتيق أسمه، وتم الحاقه بمحلتي الحيدر خانة وجديد حسن باشا، وأذا أردنا التوغل في التاريخ فأن باب الأغا داخل في نطاق سوق الثلاثاء ، تلك المحلة الكبيرة التي تعد من أكثر محلات بغداد العباسية سعة واكتظاظاً بالناس، ولأنها سوق أهل قرية كلواذى قبل بناء مدينة بغداد .
وأهم معالم محلة باب الأغا هي:
- جامع مرجان
- قهوة روازي
- خان مرجان
- قهوة الأورتمة
- خان الأورتمة
- القهوة الصغيرة
- عقد باب الآغا
- عقد علوية
- سوق الحدادين (التنكچية)
- العقد الضيق
- حمام بنجة علي
- عقد المنارة المگطومة (المقطومة).[2]

قلنا أن باب الأغا نسبة إلى أغا الأنكشارية ينجري أغاسي عبد الله أغازادة، الذي أنشأ مسجداً صغيراً ودفن فيه سنة 1114هـ / 1702م، وموقعه اليوم قرب شارع الرشيد في عكد (عقد) الجام، ثم تولى أحفاده المسجد، وتذكر الوثائق أحدهم وهو علي ياور بن أحمد أفندي بن عبد القادر آل أغازادة سنة 1302 هـ / 1884م، وبعد ذلك أهمل المسجد وأصاب أكثره الخراب، فأعطت الأوقاف قسماً منه بالأجارتين، فأنشئت فيه داران، وبني مصلاه، فوكل عنه عباس الحداد لينوب عنه في الأيجار والاستئجار، وصرف ما ينبغي ويلزم لهذا المسجد. ثم أهمل وترك الناس ارتياده مرة أخرى، حتى تمت إزالته وشيدت مكانه بناية تجارية.